# Black Kiss
Black Kiss é um minissérie de histórias em quadrinhos erótica de 12 edições de Howard Chaykin, lançado em 1998 no Canadá pela Vortex Comics. O livro conta a história de Cass Pollack, um músico de jazz, recém-saído de uma clínica de recuperação para drogados e envolvido com o submundo do crime. Ele dá carona a uma loira muito bonita e acaba se envolvendo numa trama macabra que inclui pornografia, cultos satânicos, prostituição, drogas, sociedades secretas, corrupção, violência, sexo e morte. A HQ foi publicada no Brasil pela primeira vez no início dos anos 1990 pela Toviassú Produções Artísticas e republicada em 2011, em edição de luxo, pela Devir Livraria. Esta última edição ganhou o 24º Troféu HQ Mix na categoria "melhor publicação erótica".